# Yên Bình (thị trấn), Yên Bình
Yên Bình là thị trấn huyện lỵ của huyện Yên Bình, tỉnh Yên Bái, Việt Nam.

## Địa lý
Thị trấn Yên Bình nằm bên hồ thủy điện Thác Bà và do tích nước nên nhiều vùng đất cao của thị trấn trở thành các hòn đảo trên hồ Thác Bà, có vị trí địa lý:
- Phía bắc giáp xã Đại Đồng
- Phía đông giáp thị trấn Thác Bà và các xã Vĩnh Kiên, Thịnh Hưng
- Phía nam giáp xã Phú Thịnh và thành phố Yên Bái
- Phía tây giáp xã Đại Đồng và thành phố Yên Bái.

Thị trấn Yên Bình có diện tích 25,28 km², dân số năm 2019 là 12.282 người, mật độ dân số đạt 486 người/km².

## Hành chính
Thị trấn Yên Bình được chia thành 23 tổ dân phố: 1, 2, 3, 4, 5, 6, 7A, 7B, 8A, 8B, 9, 10, 11, 12, 13, 14A, 14B, 15A, 15B, 16, 17, 18, 19, 20.

## Lịch sử
Trước đây, địa bàn thị trấn Yên Bình là một phần của xã Phú Thịnh thuộc huyện Yên Bình.
Năm 1985, chia xã Phú Thịnh thành xã Phú Thịnh và thị trấn Yên Bình.
Ngày 28 tháng 4 năm 2023, UBND tỉnh Yên Bái ban hành Quyết định số 654/QĐ-UBND về việc công nhận thị trấn Yên Bình là đô thị loại V.

## Kinh tế
Năm 2010 giá trị sản lượng công nghiệp ngoài quốc doanh đạt trên 70 tỷ đồng chiếm trên 60% tổng giá trị thu nhập của địa phương, tạo công ăn việc làm cho gần 1 nghìn lao động.

## Giao thông
Thị trấn Yên Bình có tuyến quốc lộ 70 chạy qua địa bàn, ngoài ra, cùng có tuyến đường nối thẳng đến trung tâm thành phố Yên Bái. Thị trấn có cảng Hương Lý nằm bên hồ Thác Bà.